# Chansons de geste
Chansons de geste (ze starofrancuskiego "pieśni o czynie", łac. gesta) – poezja epicka, która pojawiła się u początków literatury francuskiej. Mianem tym określamy powstałe między XI a XIII wiekiem poematy rycerskie mówiące o przygodach (czynach) historycznych i legendarnych bohaterów. Początkowo funkcjonowały one w przekazach ustnych, ale od około XII wieku zaczęto je zapisywać.

## Tematyka
Chansons de geste tworzone były przez trubadurów w języku starofrancuskim. Zwykle opiewają akty wojennego heroizmu paladynów – bohaterów z epoki Karola Wielkiego – i ich walki przeciw Maurom i Saracenom. Do tych legend opartych na wydarzeniach historycznych dodany jest element fantastyczności – wśród wrogów rycerzy obok muzułmanów wymienia się olbrzymy, magię i potwory. W miarę jak gatunek ten dojrzewał, udział elementów historycznych i batalistycznych malał, a na pierwszy plan wysuwały się elementy fantastyczne.

## Pochodzenie
Pochodzenie chansons de geste jako gatunku literackiego jest dyskusyjne. Dziewiętnastowieczny badacz średniowiecza Gaston Paris uważał, że pochodzą one od gatunku epiki mówionej zwanej cantilènes, który był mniej więcej współczesny opisywanym w chansons de geste wydarzeniom. Według niego pieśni o czynie były pierwotnie komponowane przez bardów, którzy podążali za dworami królów i przywódców wojskowych, jak było w zwyczaju u ludów celtyckich i skandynawskich. Najstarsze pochodzą z XI wieku.
Z kolei inna szkoła – reprezentowana przez Josepha Bédiera – utrzymuje, że poematy te były wynalazkiem samych trubadurów, zaprzeczając możliwości istnienia w nich wpływów germańskich. Bédier sugeruje także, że niektóre z opiewanych historii były najpierw wymyślone przez mnichów, którzy z ich pomocą prowadzili swoistą reklamę sanktuariów, do których udawały się pielgrzymki, wiążąc te święte miejsca nie tylko ze świętymi czy cudownymi zdarzeniami, ale także z legendarnymi herosami. W tychże opowieściach najczęściej pojawiają się magiczne relikwie.
Przykładem "pieśni o czynie" jest Pieśń o Rolandzie.